# ناحیه مارتسالی
ناحیهٔ مارتسالی (به مجاری:  Marcali járás) یک ناحیه در مجارستان است که در شومودی واقع شده‌است. ناحیهٔ مارتسالی ۹۰۴٫۲۴ کیلومتر مربع مساحت و ۳۴٬۴۷۲ نفر جمعیت دارد.